# Леон Блуа
Леон Марі Блуа нар. 11 липня 1846, Нотр-Дам-де-Санільяк — пом. 3 листопада 1917 , Бург-ла-Рейн поблизу Парижа) — французький письменник і католицький філософ.

## Біографія
Леон Блуа — син Жана Батиста Блуа (1814—1877), інженера- масона, та його дружини Анни-Марі Карро (1818—1877), католички іспанського походження — був другим за віком із семи синів родини. Блуа кинув школу в четвертому класі середньої школи. Потім він навчився креслення в кабінеті свого батька, писав трагедії, почав вивчати мистецтво і спробував себе як автор. За цей час Леон Блуа втратив віру в Бога.
У 1864 році Блуа поїхав до Парижа, де збирався стати художником. Однак спочатку він працював конторським клерком і креслярем в залізничній компанії. У 1867 році, будучи бунтівним соціалістом, Блуа познайомився з католиком і антиреспубліканцем Жюлем Амеде Барбе д'Оревільї, секретарем якого він став. Завдяки цій діяльності він познайомився з роялістами Луї де Бональдом і Жозефом де Местром, а також з традиціоналістом Хуаном Доносо Кортесом. Леон Блуа вивчав Вульгату, твори Антуана Блана де Сен-Бонне та містиків Анни Катаріни Еммерік і Анжели з Фоліньйо. Вплив оточення змусив Блуа повернутися до католицької віри його дитинства в 1869 році.
Леон Блуа брав участь у франко-прусській війні 1870/1871 рр. як доброволець у Mobiles de la Dordogne, не будучи відправленим на фронт. Свої воєнні враження він літературно опрацював у книзі «Піт і кров» («Sueur de Sang», 1893).
Після війни Блуа знову жив зі своїми батьками в Періге до 1873 року. Він пережив інтенсивний духовний досвід, навчав свого молодшого брата і отримав посаду адвоката. 1873—1877 роках працював серед бухгалтером на залізниці та журналістом консервативної газети L'Univers. Проте у нього були конфлікти з роботодавцями й колегами. Блуа познайомився з Ернестом Елло, з яким він подружився і яким дуже захоплювався, а також з Полом Бурже. У 1877 році Блуа познайомився з абатом Тардіфом де Моадре († 1879 в Ла Салетт), який познайомив його з символічною інтерпретацією Святого Письма та пояснив йому об'явлення Діви Марії як чудо Ла Салетт.
З 1877 по 1882 рік у Леона Блуа був роман із повією Анн-Марі Руле (Вероніка в романі Le Désespéré). Він кілька разів шукав притулку у траппістів і картузіанців, намагаючись надати своєму життю нового спрямування. Його кохана прийняла католицизм; як провидиця, вона оголосила про швидке пришестя Святого Духа і пообіцяла Блуа мученицьку смерть, на яку він чекав до останніх днів життя. У 1882 році Анн-Марі Руле збожеволіла і була інтернована в Кані, де й померла в 1907 році. Її смерть занурила Блуа в глибокий відчай і відкидання дійсності.
З 1882 року Блуа мав перші контакти з паризьким кабаре Le Chat Noir на Монмартрі. Він писав памфлети, полеміку та статті для таких газет, як Le Figaro, La Plume, Gil Blas та Mercure de France. Разом з Жорісом-Карлом Гюїсмансом і Огюстом де Вільє де л'Іль-Аданом він утворив дружнє коло, яке назвало себе Колегією жебраків. Дружба з Гюїсмансом розірвалася, коли новонавернений приховав релігійний вплив Блуа на нього в інтерв'ю для Écho de Paris, яке вийшло в 1889 році. Блуа оприлюднив причини свого розриву стосунків з Гюїсмансом у двох газетних статтях, 1 червня 1891 року в La Plume і 24 січня 1893 року в Gil Blas.
Перший твір Блуа , Відкривач глобуса (Le Révélateur du Globe, 1884), яку він присвятив Христофору Колумбу, не мала успіху. У цей же час Блуа мав роман із робітницею та повією Бертою Дюмон, яка померла від правця у 1885 році. У своєму романі «Божа жінка» (1897) письменник змалював її як головну героїню Клотільду Марешаль. Протягом цього часу Блуа провадив богемне життя, перебуваючи у скрутних фінансових обставинах.
У 1889 році Леон Блуа зустрівся в Парижі з Йоганною (Жанною) Мольбех (1859—1928), дочкою данського поета Крістіана Мольбека (1821—1888). Після того, як наречена прийняла католицизм, в 1890 році пара одружилася і вирушила до Данії, але незабаром повернулася до Франції. Блуа задокументував історію їхнього кохання у своїх «Листах до нареченої» (Lettres à sa Fiancée, 1922). Подальше життя подружжя було позначене бідністю, голодом, смертю немовлят, соціальною стигматизацією та невизнанням. Сім'я часто змінювала квартири в Парижі та околицях. З чотирьох її дітей двоє синів Андре і П'єр померли від голоду в 1895 році, але дві її дочки Вероніка і Мадлен вижили. Проте попри тяжкі життєві обставини Блуа продовжував писати:
«Блуа не віддався на милість своєї жалюгідної долі, він сам обрав бідність, тому що це був єдиний шлях, який привів його до Бога».
У підлітковому віці Блуа вів свої перші щоденники в 1861—1862 та 1864—1866 роках. У рік, коли було опубліковано його есе Le Salut par les Juifs (1892), він знову почав вести щоденник, у якому описував своє життя, читання, генезу своїх творів і зустрічі. До кола його друзів входили:
- Жак і Раїса Марітен
- критик Рене Мартіно
- художник Жорж Руо
- скульптор Фредерік Бру
- піаніст Рікардо Віньєс
- композитор Жорж Орік
- геолог П'єр Терм'є
- письменник П'єр ван дер Меер де Вальхерен
- Абат Леонс Петі
- художник Генрі де Гру[9].

У 1916 році Леон Блуа зміг переїхати в будинок у Бур-ла-Рен, що залишив йому Шарль Пегі, який загинув на війні в 1914 році. 

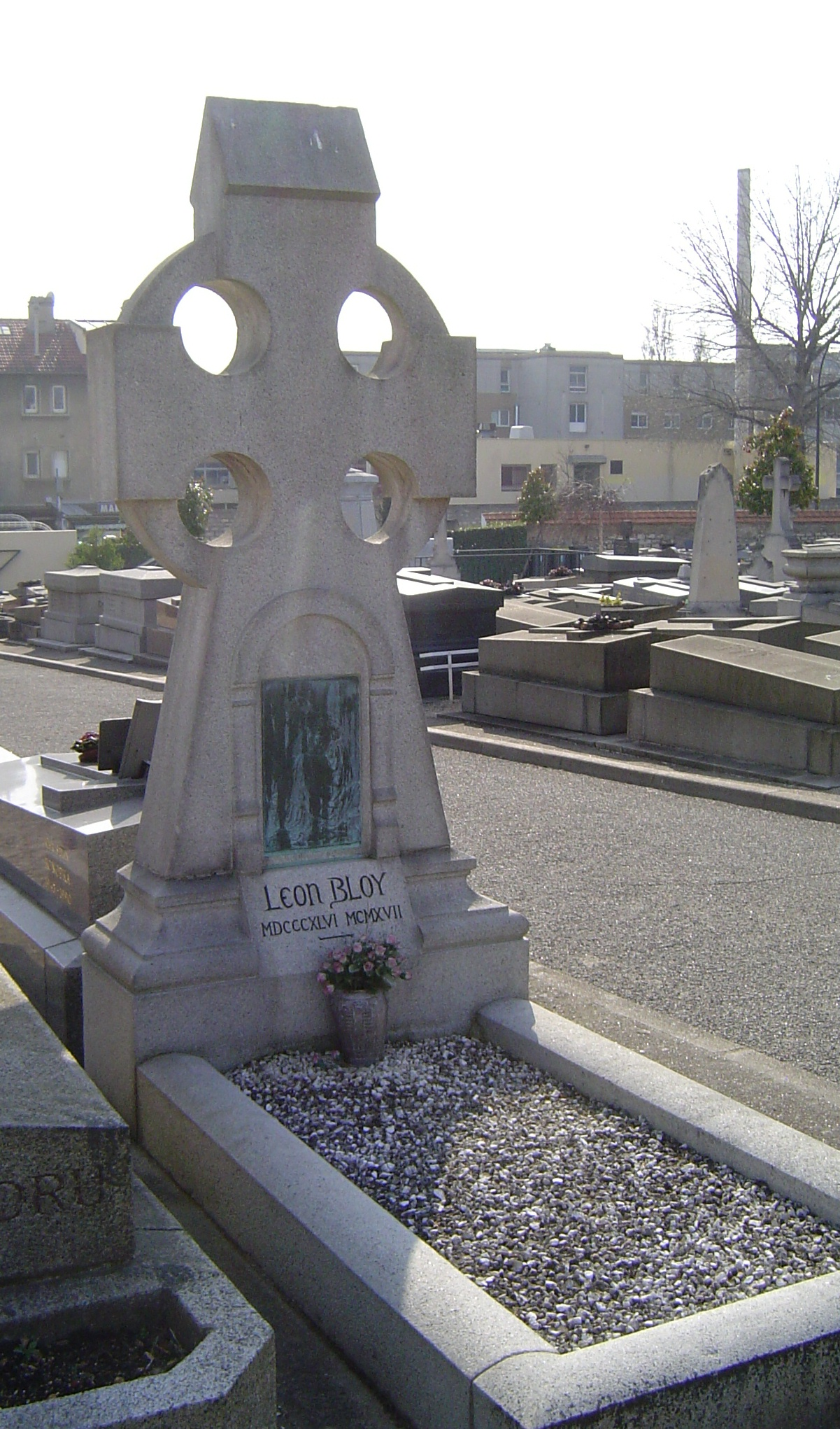
Надгробок Леона Блуа

3 листопада 1917 року він помер від нападу уремії (ниркова недостатність) в Бур-ла-Рен, в оточенні родини та друзів, і був похований на місцевому кладовищі. Його могила була освячена там 3 травня 1925 року. Вона прикрашена бронзовим барельєфом роботи скульптора Фредеріка Бру, що зображає об'яву Марії з Нотр-Дам де Ла Салетт (Ізер), яку Леон Блуа особливо шанував.

## Погляди
Леон Блуа бачив себе послідовником біблійних пророків, які попереджали про наближення кінця часів. Його боротьба була спрямована проти всіх тих, хто або прискорює скочування світу в прірву, або заперечує це і публічно пропагує таке заперечення. Полеміка Блуа варіюється від літературної ворожнечі, особливо проти Золя та Доде, до критики націй і народів, яких він звинувачує в тому, що вони заспокоїлися в безбожності. Протестантська Данія, країна походження його дружини Йоганни Мольбех, разом з Німеччиною та Англією є об'єктом фундаментальної критики:
«Я живу, а точніше: я виживаю болісним і чудесним чином тут, у Данії, без можливості втекти, серед невиліковних протестантів, до яких не дійшло світло, — і це протягом трьохсот років, після того, як їхня нація повстала як одна людина і без вагань під голос брудного ченця» [мається на увазі Лютер] «зректися Ісуса Христа».
Початково будучи прихильником символізму, Блуа став побожним католиком і захисником християнської істини. У своїх пізніших творах вічний жебрак є одним із послідовників католицького оновлення (Renouveau catholique), а також одним із радикальних критиків буржуазного християнства на рубежі ХХ століття. Описаний протестантським богословом Вальтером Ніггом як божий гавкучий пес, Леон Блуа, як юродивий у Христі, уособлював утопію повернення до первісного християнства і пропагував радикальне слідування за Христом в умовах тотальної бідності.

## Рецепція
У німецькомовному світі роботи Леона Блуа знайшли реципієнтів із різних дисциплін. Серед них Франц Кафка, Карл Шмітт, Ернст Юнґер, Генріх Белль, Гертруда Фюссенеґґер та Міхаель Брінк.
У своїй праці «Політична теологія» (1922) Карл Шмітт посилається на теоретиків іспанської та французької контрреволюції. У цей час, коли він переймався основами своєї критики, Шмітт і Гуго Балль, який щойно навернувся до католицизму, на своїй першій зустрічі говорили про Леона Блуа.
У своїй першій проповіді 14 березня 2013 року новообраний Папа Франциск процитував слова Леона Блуа: «Хто не молиться Господу, той молиться дияволу».

## Твори

### Проза
- 1870: La Chevalière de la Mort.
- 1884: Le Révélateur du Globe. Vorwort Jules Amédée Barbey d'Aurevilly. Sauton, Paris.
- 1885: Propos d'un Entrepreneur de Démolitions.
- 1885: Le Pal.
- 1890: Christophe Colombe devant les Taureaux.
- 1892: Le Salut par les Juifs. Demay, Paris.
- 1893: Sueur de Sang (1870—1871). Dentu, Paris 1893.
- 1894: Histoires désobligeantes.
- 1894: Léon Bloy devant les cochons, suivi de lamentation de l'epee. Chamuel, Paris.
- 1897: La Femme Pauvre. Episode Contemporain. Bernouard, Paris.
- 1897: Le Désespéré.
- 1900: Je m'accuse. La maison d'art, Paris.
- 1900: Le Fils de Louis XVI.
- 1902: Exégèse des lieux communs. Mercure de France, Paris.
- 1903: Les dernières colonnes de l’Église.
- 1905: Bellulaires et porchers.
- 1906: L'Epopée byzantine. (1917: Constantinople et Byzance.)
- 1908: Celle qui pleure.
- 1909: La Sang du Pauvre.
- 1912: L'Ame de Napoléon. Mercure de France, Paris.
- 1913: Sur la tombe de Huysmans. Collection des Curiosités littéraires, Paris.
- 1914: Sueur de sang (1870—1871). Georges Cres, Paris.
- 1915: Jeanne d'Arc et l'Allemagne. George Cres, Paris.
- 1917: Méditations d'un Solitaire en 1916. Mercure de France, Paris.
- 1918: Dans les Ténèbres. (Postum). Paris.
- 1925: Le Symbolisme de l'Apparition. (Postum). Mercure de France, Paris.

### Щоденники
- 1898: Le Mendiant ingrat (1892—1895).
- 1904: Mon Journal (1896—1900).
- 1905: Quatre ans de captivité à Cochons-sur-Marne (1900—1904).
- 1911: L'Invendable (1903—1911).
- 1911: Le Vieux de la Montagne (1907—1910).
- 1914: Le Pelerin de l'Absolu (1910—1912).
- 1916: Au Seuil de l'Apocaplypse (1913—1915).
- 1920: La Porte des Humbles (1915—1917).
- 1926—1927: Journal de Jeunesse. Cahiers Léon Bloy.
- 1999: Journal. 2 Bde. Robert Laffont, Paris.

### Листи
- Листи до Вероніки. (1877—1879). 1933 рік.
- Листи до нареченої. (1889—1890 рр.). 1922 рік.

### Повне зібрання творів
- 1947—1950: L´Œuvres de Léon Bloy. 20 Bde., herausgegeben v. Joseph Bollery. Bernouard, Paris.
- 1964—1975: Œuvres de Léon Bloy. 15 Bde., herausgegeben v. Joseph Bollery u. Jacques Petit. Mercure de France, Paris.